# Santa Cruz (departement)
Santa Cruz is het grootste departement van Bolivia, het heeft een oppervlakte van 370.621 km² en een bevolking van 2.655.084 (2012). De hoofdstad is Santa Cruz de la Sierra. Het departement omvat het grootste deel van oostelijk Bolivia. Het grenst in het noorden en oosten aan Brazilië, in het zuiden aan Paraguay, in het zuidwesten aan Chuquisaca, aan Cochabamba in het westen en aan Beni in het noordwesten.
De economie van Santa Cruz is voornamelijk afhankelijk van de landbouw, onder andere suiker, katoen, soja en rijst worden er verbouwd. Recentelijk is aardgas ontdekt, deze ontdekking speelt een rol in de Boliviaanse Gasoorlog. In Santa Cruz bevindt zich de ijzermijn El Mutún, waar zich de grootste voorraad ijzererts en magnesium van de wereld bevindt. De exploitatie van deze mijn verloopt echter moeizaam.
Santa Cruz heeft een leidende rol in de decentralisatie van het Boliviaanse overheidsapparaat. Santa Cruz vindt dat te weinig van het belastinggeld dat aan La Paz wordt betaald terugkomt in het eigen departement en dreigde al regelmatig zich af te scheiden van Bolivia.

## Toerisme
Belangrijke toeristische bestemmingen in Santa Cruz zijn:
- Nationaal park Amboró
- Nationaal park Noel Kempff Mercado
- Jezuïetenmissies van de Chiquitos
- Fuerte de Samaipata
- Pantanal

## Bestuurlijke indeling
Het departement is verdeeld in vijftien provincies. Achter elke provincie wordt de hoofdplaats genoemd.
| Nr.                                     | Provincie              | Inwoners  | Oppervlakte | Gemeenten | Hoofdplaats             | Inwoners |
| --------------------------------------- | ---------------------- | --------- | ----------- | --------- | ----------------------- | -------- |
| 1                                       | Andrés Ibáñez          | 1.653.001 | 4.821 km²   | 5         | Santa Cruz de la Sierra | -        |
| 2                                       | Ángel Sandoval         | 14.415    | 37.442 km²  | 1         | San Matías              | -        |
| 3                                       | Chiquitos              | 14.415    | 31.429 km²  | 3         | San José de Chiquitos   | -        |
| 4                                       | Cordillera             | 120.111   | 86.245 km²  | 7         | Lagunillas              | -        |
| 5                                       | Florida                | 32.842    | 4.132 km²   | 4         | Samaipata               | 10.472   |
| 6                                       | Germán Busch           | 42.799    | 24.903 km²  | 3         | Puerto Suarez           | 19.829   |
| 7                                       | Guarayos               | 48.301    | 27.343 km²  | 3         | Ascención de Guarayos   | 27.070   |
| 8                                       | Ichilo                 | 92.721    | 14.232 km²  | 4         | Buena Vista             | 12.879   |
| 9                                       | Ignacio Warnes         | 108.888   | 1.216 km²   | 2         | Warnes                  | 96.406   |
| 10                                      | José Miguel de Velasco | 69.742    | 65.425 km²  | 3         | San Ignacio de Velasco  | 52.276   |
| 11                                      | Manuel María Caballero | 23.267    | 2.310 km²   | 2         | Comarapa                | 15.919   |
| 12                                      | Ñuflo de Chávez        | 116.545   | 54.150 km²  | 6         | Concepción              | 5.586    |
| 13                                      | Obispo Santistevan     | 181.169   | 3.673 km²   | 5         | Montero                 | 109.518  |
| 14                                      | Sara                   | 42.278    | 6.886 km²   | 3         | Portachuelo             | 14.091   |
| 15                                      | Vallegrande            | 26.576    | 6.414 km²   | 5         | Vallegrande             | 17.208   |
| Bron: Inwoners van de provincies (2012) |                        |           |             |           |                         |          |

| Detailkaart |
| ----------- |
|             |
| Provincies  |

Beni · Chuquisaca · Cochabamba · La Paz · Oruro · Pando · Potosí · Santa Cruz · Tarija